# Derek Edwardson
Derek Karl Edwardson (* 26. August 1981 in Morton Grove, Illinois) ist ein ehemaliger italo-amerikanischer Eishockeyspieler, der zuletzt beim SG Cortina in der Serie A1 unter Vertrag stand.

## Karriere
Derek Edwardson begann seine Karriere als Eishockeyspieler bei den Danville Wings, für die er von 1998 bis 2000 in der Juniorenliga North American Hockey League aktiv war. Anschließend besuchte er vier Jahre lang die Miami University, für deren Eishockeymannschaft er parallel in der Central Collegiate Hockey Association spielte. In seinem letzten Jahr an der Universität wurde er zum Spieler des Jahres der CCHA gewählt. In der Saison 2004/05 gab der Center sein Debüt im professionellen Eishockey für die Atlantic City Boardwalk Bullies aus der ECHL. Parallel absolvierte er insgesamt fünf Spiele für die Grand Rapids Griffins und Bridgeport Sound Tigers aus der American Hockey League. Von 2005 bis 2007 lief er regelmäßig für das ECHL-Team Las Vegas Wranglers auf. Parallel kam er zudem zu Einsätzen für die AHL-Teilnehmer Portland Pirates und Milwaukee Admirals. 
Von 2007 bis 2009 spielte Edwardson für die Heilbronner Falken in der 2. Eishockey-Bundesliga. Anschließend verbrachte er ebenfalls zwei Jahre beim SHC Fassa aus der italienischen Serie A1. Zur Saison 2011/12 wechselte der Italo-Amerikaner innerhalb der Serie A1 zum HC Bozen, mit dem er am Saisonende auf Anhieb den italienischen Meistertitel gewann. Für die darauffolgende Spielzeit wurde er vom Ligakonkurrenten SG Cortina verpflichtet.

### International
Für Italien nahm Edwardson an der A-Weltmeisterschaft 2012 teil. 

## Erfolge und Auszeichnungen
- 2004 CCHA Spieler des Jahres
- 2005 Teilnahme am ECHL All-Star Game
- 2012 Italienischer Meister mit dem HC Bozen